# Sequeira
Sequeira is een plaats (freguesia) in de Portugese gemeente Braga en telt 2 031 inwoners (2001).